# Давид ди Донателло 1980
25-я церемония вручения наград премии «Давид ди Донателло» состоялась 26 июля 1980 года в Театре в Тавромении.

## Победители

### Лучшая режиссура
- Джилло Понтекорво — Операция «Чудовище» (ex aequo)
- Марко Беллоккьо — Прыжок в пустоту (ex aequo)

### Лучший продюсер
- Джозеф Лоузи — Дон Жуан (ex aequo)
- Марио Чекки Гори — Бархатные ручки (ex aequo)

### Лучшая женская роль
- Вирна Лизи — Цикада

### Лучшая мужская роль
- Адриано Челентано — Бархатные ручки

### Лучший иностранный режиссёр
- Френсис Форд Коппола — Апокалипсис сегодня

### Лучший сценарий иностранного фильма
- Джей Прессон Аллен — Скажи, что тебе нужно

### Лучшая иностранная актриса
- Изабель Юппер — Кружевница

### Лучший иностранный актёр
- Дастин Хоффман — Крамер против Крамера (ex aequo)
- Джек Леммон — Китайский синдром (ex aequo)

### Лучший иностранный фильм
- Крамер против Крамера, режиссёр Роберт Бентон

### Лучшая иностранная музыка
- Ральф Бёрнс — Кино, кино

### Давид Лучино Висконти
- Андрей Тарковский

### David Europeo
- Джон Шлезингер

### David Speciale
- Сузо Чекки д’Амико
- Джастин Генри
- Энрико Монтесано
- Ханна Шигулла
- Рэй Старк
- Карло Вердоне